# Aradus furvus
Aradus furvus är en insektsart som beskrevs av Parshley 1921. Aradus furvus ingår i släktet Aradus och familjen barkskinnbaggar. Inga underarter finns listade i Catalogue of Life.